# プローシャチ・レヴォリューツィ駅 (モスクワ地下鉄)
座標: 北緯55度45分24秒 東経37度37分18秒 / 北緯55.7566度 東経37.6216度
プローシャチ・レヴォリューツィ駅（プローシャチ・レヴォリューツィえき、ロシア語: Площадь Революции）は、モスクワ地下鉄3号線の駅。ボリショイ劇場（ロシア語: Большой театр）に隣接し、駅名は「革命広場」に由来する。

## 駅の場所
クレムリンの北東に位置し、赤の広場の最寄駅である。

## 歴史
1938年3月13日に3号線の最初の区間の一部として完成した。

## 乗り換え
- 1号線オホートヌイ・リャート駅
- 2号線チェアトラーリナヤ駅